# Anselm Meiller
Anselm Meiller OSB – Taufname: Johann Caspar (* 15. Februar 1678 in Amberg; † 18. September 1761 in Plankstetten) war ein deutscher Historiograph, Benediktiner und Abt des Klosters Ensdorf.

## Leben
Meiller besuchte das Jesuitengymnasium in Amberg. 1697 legte er als Benediktiner im Kloster Reichenbach die Profess ab. Nach dem Studium der Philosophie in Rott am Inn und der Theologie in Benediktbeuern wurde er 1702 zum Priester geweiht. Zunächst wirkte er in Reichenbach als Küchenmeister und Pfarrvikar, 1706 als Prior. Von 1707 bis 1710 wirkte er als Professor für Grammatik am Fürstbischöflichen Lyzeum Freising, bevor ihn Bonaventura Oberhuber (1662–1735), gleichzeitig Abt von Reichenbach und Ensdorf, zunächst 1710 als Kastner ins Kloster Michelfeld und dann als Pfarrer nach Ensdorf schickte. Dort war er von 1713 bis 1716 Prior und trieb den Neubau von Kloster und Kirche voran. Vom 11. Oktober 1716 bis zu seinem Tod war er schließlich Abt des Klosters Ensdorf. In dieser Zeit wurde zunächst die Klosterkirche am 8. Dezember 1717 geweiht und 1718 der Kirchturm fertiggestellt. 1723 predigte Meiller zum sechshundertjährigen Jubiläum der Jakobskirche in Ensdorf.
Aus dem Jahr 1730 stammt eine Lebensbeschreibung des Mitgründers des Klosters Ensdorf, Bischof Otto von Bamberg. Sie trägt den Titel Mundi miraculum.
Für Meiller wurde im Kloster Ensdorf, wohl durch den Kaiser finanziert, 1743 eine Prunksakristei eingerichtet.

## Werke
- Der Gott- und Mariä- zur Wohnung gefällige Berg, Das ist: Historische Lob- und Ehren-Predig Von dem Hochberühmten und gefreyten, in der Obern-Chur-Bayrischen Pfaltz gelegenen Stifft und Closter Reichenbach, Der Exempten Bayrischen Benedictiner ..., Als an dem Mariae Himmelfahrts-Tag Dessen Titular-Fest, alda das Sechste Saeculum feyerlichst gehalten worden, vor einer hohen und Volckreichen Versammlung vorgetragen, Sulzbach 1718 (online auf digitale-sammlungen.de)
- Das von Gott zum Opffer erwählte Haus, das ist Historische Lob- und Ehren-Predig, von dem Ober-Pfältzischen gefreyten Stifft und Closter bey St. Jacob zu Ensdorff ..., 1723
- Mundi Miraculi, 1730 (online über bsb-muenchen-digital.de)